# Lichte rookkorst
Lichte rookkorst (Catillaria lenticularis) is een korstmossoort uit de familie Catillariaceae. Hij komt voor op vlakke steensubstraten. De fotobiont is Dictyochloropsis.

## Determinatie
Lichte rookkorst is een korstvormig korstmos met een zeer variabel en meestal verzonken thallus. Apotheciën zijn meestal talrijk aanwezig en meten 0,2–0,5 mm in diameter. De ascosporen zijn meestal in grote getalen aanwezig. De vorm is langwerpig of langwerpig-ellipsoïde. De apotheciën zijn gesepteerd en meten 6–11 × 2–4 µm. De parafysen zijn kopvormig en hebben een donkerbruine kop.
Lichte rookkorst heeft geen kenmerkende kleurreacties.

## Verspreiding
Het verspreidingsgebied van lichte rookkorst strekt zich met name uit over Europa en Noord-Amerika. Zeer sporadisch wordt het ook hierbuiten waargenomen. In Nederland komt hij vrij zeldzaam voor. Hij staat niet op de Nederlandse Rode Lijst en is niet bedreigd.